# Championnats du monde d'escalade 2005
Navigation
Édition précédente Édition suivante
Les Championnats du monde d'escalade 2005 se sont tenus à Munich, en Allemagne, du 1 au 5 juillet 2005.

## Podiums

### Hommes
| Épreuves   | Or                          | Argent                     | Bronze                   |
| ---------- | --------------------------- | -------------------------- | ------------------------ |
| Difficulté | Tchéquie Tomáš Mrázek       | Espagne Patxi Usobiaga     | France Alexandre Chabot  |
| Bloc       | Russie Salavat Rakhmetov    | Autriche Kilian Fischhuber | France Gérôme Pouvreau   |
| Vitesse    | Russie Evgeny Vaytsekhovsky | Ukraine Maksym Styenkovyy  | Russie Sergueï Sinitsyne |

### Femmes
| Épreuves   | Or                     | Argent                      | Bronze                            |
| ---------- | ---------------------- | --------------------------- | --------------------------------- |
| Difficulté | Autriche Angela Eiter  | États-Unis Emily Harrington | Japon Akiyo Noguchi               |
| Bloc       | Ukraine Olga Shalagina | Russie Yulia Abramchuk      | Tchéquie Vera Kotasova-Kostruhova |
| Vitesse    | Ukraine Olena Ryepko   | Russie Valentina Yurina     | Pologne Edyta Ropek               |